# Рига
Ри́га (латис. Rīga, лів. Rīgõ) — столиця Латвії, найбільший політичний, економічний і культурний центр країни. Розташована на березі Ризької затоки Балтійського моря. Найбільше місто Балтики Засноване хрестоносцями 1201 року. Один із членів Ганзейської ліги. Історичний центр міста є Світовою спадщиною ЮНЕСКО.
Приблизно третина населення Латвії (близько 660 тисяч осіб) проживає в межах міста Риги, і більше половини (1,07 млн.) населення країни проживає в Ризькій агломерації.

## Географія

### Загальний опис
Рига розташована на південному березі Ризької затоки Балтійського моря, на Ризькій рівнині Приморської низовини. Історичний центр Риги розмістився на правому березі Даугави, приблизно за 10 км від місця впадання річки в Ризьку затоку. Природний рельєф цього місця — піщана рівнина, розташована на висоті 1-10 м над рівнем моря.

### Клімат
Клімат у Ризі визначається близькістю моря — помірно теплий і вологий. Літо відносно прохолодне й хмарне (середня температура повітря в липні 16,9 °C; середня кількість опадів — 85 мм). Зими порівняно теплі, із частими відлигами (середня температура в січні −4,7 °C, відлига наступає приблизно 10 разів на місяць). Сніжний покрив утворюється в середині грудня й зберігається до середини березня. Приблизно 40 % днів у році бувають хмарними, кількість опадів становить 630—670 мм на рік.
| Клімат Риги                                   | Клімат Риги | Клімат Риги | Клімат Риги | Клімат Риги | Клімат Риги | Клімат Риги | Клімат Риги | Клімат Риги | Клімат Риги | Клімат Риги | Клімат Риги | Клімат Риги | Клімат Риги |
| Показник                                      | Січ.        | Лют.        | Бер.        | Квіт.       | Трав.       | Черв.       | Лип.        | Серп.       | Вер.        | Жовт.       | Лист.       | Груд.       | Рік         |
| Абсолютний максимум, °C                       | 10,2        | 13,5        | 20,5        | 27,9        | 30,4        | 32,5        | 34,1        | 33,6        | 29,4        | 23,4        | 17,2        | 11,5        | 34,1        |
| Середній максимум, °C                         | −0,5        | −0,4        | 4,0         | 11,1        | 17,3        | 20,3        | 22,9        | 22,0        | 16,5        | 10,5        | 4,1         | 0,6         | 10,7        |
| Середня температура, °C                       | −2,7        | −3          | 0,5         | 6,3         | 12,0        | 15,4        | 18,2        | 17,3        | 12,4        | 7,3         | 2,1         | −1,5        | 7,0         |
| Середній мінімум, °C                          | −5          | −5,7        | −2,6        | 2,0         | 7,1         | 10,9        | 13,7        | 13,0        | 8,7         | 4,6         | 0,1         | −3,6        | 3,6         |
| Абсолютний мінімум, °C                        | −33,7       | −34,9       | −23,3       | −11,1       | −5,3        | −1,2        | 4,0         | −0,5        | −4,1        | −8,7        | −18,9       | −31,9       | −34,9       |
| Температура води, °C                          | 0           | 0           | 1           | 5           | 10          | 17          | 21          | 23          | 21          | 15          | 10          | 5           | 11          |
| Норма опадів, мм                              | 39          | 32          | 35          | 34          | 48          | 70          | 82          | 76          | 71          | 74          | 58          | 50          | 669         |
| --------------------------------------------- | ----------- | ----------- | ----------- | ----------- | ----------- | ----------- | ----------- | ----------- | ----------- | ----------- | ----------- | ----------- | ----------- |
| Джерело: Погода та клімат, Туристичний портал |             |             |             |             |             |             |             |             |             |             |             |             |             |

### Площа міста
Територія Риги становить 307,17 км², у тому числі:
- Житлова площа 67,00 км² (21,8 %)
- Промислова площа 52,45 км² (17,0 %)
- Вулиці й дороги 24,64 км² (8,0 %)

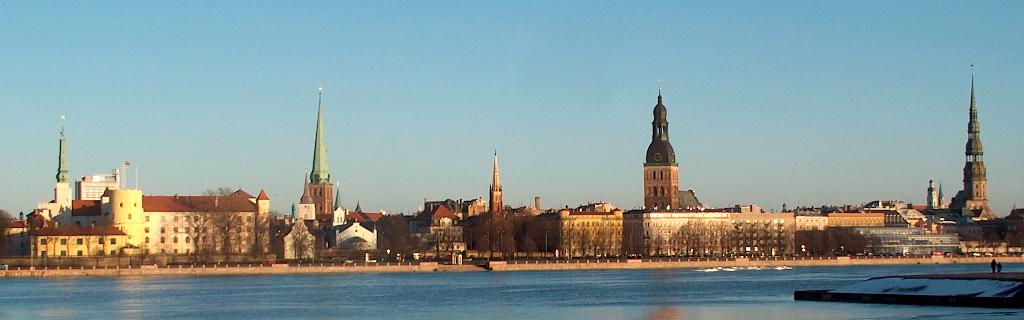
Панорама з Даугави на Старе Місто

- Парки 57,54 км² (19,0 %)
- Водойми 48,50 км² (15,8 %)

## Історія

### Латиські племена
Археологічні знахідки на території Риги свідчать про те, що населене місце тут існувало вже в XII столітті. У гирлі річки Рідзене, що впадає в Даугаву, у районі сьогоднішньої площі Альберта, існувало розширення, так зване Ризьке озеро. Місце було зручним для гавані, тому в його околицях утворилися поселення місцевих племен — куршів і лівів.

### Заснування
Наприкінці XII століття, коли німецькі торговці почали розширювати й зміцнювати ареал своєї діяльності на східному березі Балтійського моря, тут з'явилися й хрестоносці. Їхній перший проводир єпископ Бертольд загинув у битві біля ризької Стародавньої гори. Із записом цієї події літописцем Індрикисом уперше в літописах з'являється слово «Рига». Наступний єпископ, Альберт фон Буксгевден, у 1201 році перебирається з Ікшкіле в Ригу, і після переговорів з місцевими лівами приступає до будівництва укріпленого поселення біля Ризького озера. Так 1201 рік стає офіційним роком утворення Риги. У 1202 році тут з'являються перші колоністи — німецькі бюргери. Поступово Рига стає базою агресії проти місцевих балтійських народів. У XIII столітті в Ризі розцвітає торгівля, і місто стає одним з найважливіших посередників між заходом і сходом.

### Вільне місто
Аж до XVI століття не припиняються розбіжності про права влади в місті між самими рижанами — єпископом, орденом Меченосців (пізніше — Лівонський орден) і ризькими бюргерами, час від часу переростаючи в збройні зіткнення.
У результаті Лівонскої війни (1558—1583), після розпаду Лівонскої держави, у 1581 році Рига перебуває у підпорядкуванні Польщі. Пізніше, під час війни між Польщею й Швецією (1600—1629), у 1621 році, після завзятого опору Ригу завойовують шведи, і місто стає адміністративним центром приналежної Швеції частини Балтії. Початок XVIII століття ознаменовано Північною війною (1700—1721), у якій Росія й Швеція борються за панування на Балтійському морі. У підсумку, після довгої облоги й епідемії чуми, в 1710 році Рига потрапляє у владу Росії.

### Російський період
У 1783—1796 роках Рига— центр Ризького намісництва Російської імперії.
У 1796—1918 — центр Ліфляндської губернії.
У другій половині XVIII століття в Ризі стрімко розвивається промисловість, німецькі гільдії втрачають своє монопольне положення в промисловості й торгівлі. У XIX столітті Рига стає одним з головних портових міст Російської імперії й важливим залізничним вузлом. Територія Риги в другій половині XIX — початку XX століття збільшується в 10 разів, і кількість жителів у 1913 році у 80 разів перевищує цей показник на початок XVIII століття. Рига стає другим за величиною містом у західній частині Росії після Санкт-Петербурга.

### Столиця Латвії
Переломний пункт у розвитку Риги наступає у 1915—1917 роках, коли з початком Першої світової війни Рига стає прифронтовим містом. З Риги в середню частину Росії разом із промисловими підприємствами були евакуйовані приблизно 200 000 робітників і членів їхніх родин.
На завершальному етапі Першої світової війни з'являється можливість створення незалежної Латвійської республіки, що у складній політичній ситуації й була проголошена 18 листопада 1918 року. У Латвії почалася визвольна війна, під час якої, впродовж 1918—1919 років, при зміні трьох різних політичних режимів, Рига переживає складні часи. Після серпня 1920 року розорена Рига стає столицею настільки ж розореної Латвійської республіки. У 1920—1930-х роках XX століття Рига розвивається, стаючи не лише торговельним центром, а і центром розвитку культури та легкої й харчової промисловості.

### Радянська окупація
17 червня 1940 року в Ригу увійшли радянські танки, Радянський Союз окупував Латвію. Під час Другої світової війни сильно постраждала стара частина міста, був зруйнований порт і залізничні вузли. Після війни Рига стає одним із найбільших центрів західної частини Радянського Союзу, де відповідно до планів індустріалізації розвивалася як легка промисловість, так і важливі підприємства військово-промислового комплексу. Місто було також центром Балтійського військового округу.
Для забезпечення знову створених підприємств робочою силою почалося масове переселення жителів з інших республік Радянського Союзу, у результаті чого кількість жителів у Ризі в період з 1950 року по 1980 рік зросло в сім разів.
Під час відновлення суверенітету Латвії Рига стає центром руху Atmodas («укр. Пробудження»). У січні 1991 року жителі Латвії збиралися на ризьких барикадах, щоб протистояти можливому вторгненню військових сил СРСР.

### Хронологія

#### Давні часи
- У XI—XII століттях — перші лівські поселення на території Риги.

#### Середні віки
- 1198 рік — у «Хроніці Лівонії» вперше згадується «Рига».
- 1201 рік — лівонський єпископ Альберт фон Буксгевден засновує місто Ригу площею 5,5 га біля річки Рідзене.
- 1207 рік — єпископ Альберт стає васалом німецького короля Филлипа й розподіляє землі лівів між орденом і церквою, одержуючи третину володінь, у тому числі Ригу.
- 1210 рік — курши оточують Ригу, спалюють багато подвір'їв, однак, зайняти Ригу їм не вдається.
- 1212 рік — Єпископ Альберт укладає договір про торговельні та військові зв'язки з Полоцьким князем.
- 1215 рік — у Ризі відбувається перша руйнівна пожежа.
- 1225—1226 роки — Ризі надано права міста Готланд (Вісбю), засновується міська ратуша й місто здобуває свій герб.
- 1229 рік — Рига підписує торговий договір зі Смоленським князем.
- 1282 рік — Рига приєднується до Ганзейського союзу торговельних міст Північної Німеччини.
- 1293 рік — відбувається велика пожежа, що знищила пів міста. Ризька ратуша видає перші будівельні правила, що забороняють будівництво дерев'яних будинків.
- 1297—1330 рік — війна між Лівонським орденом і містом Рига, у результаті якої для ордена будується новий замок за міськими стінами.
- 1352 рік — у Ризі засновується Мала гільдія (або гільдія Св. Іоанна), що поєднує міських ремісників.
- 1354 рік — у Ризі засновується Велика гільдія, що поєднує міських купців.
- 1357 рік — у Ризі відкривається перша аптека — Ратушна аптека.
- 1360 рік — цех ризьких золотих справ майстрів затверджує свій статут.
- 1386 рік — засновується латвійське братерство розносників вина й пива.
- 1412 рік — ризька ратуша повторно забороняє «не німцям» варити й продавати пиво, а селянам торгувати за міськими стінами.
- 1481—1494 роки — чергова війна між Ригою й орденом, у результаті якої Рига присягає на вірність магістрові ордена Вальтеру фон Плеттенбергу. Попри це, місто зберігає відносну незалежність.
- 1521 рік — у Ризі починається реформістський рух.
- 1524 рік — у Ризі відкривається перша публічна бібліотека.

Між прихильниками реформації й католиками починаються сутички, так звані «Іконні погроми», під час яких розгромлені кілька ризьких церков.
- 1535 рік — магістр Ливонського ордена надає Ризі право віросповідання.
- 1558—1583 роки — Лівонська війна. Рига входить до складу Польсько-Литовського королівства.
- 1561—1581 роки — Ризі королем Максиміліаном II надано статус вільного міста.
- 1581 рік — Ригу підкорює король Польщі Стефан Баторій. Договір передбачає збереження в Ризі торговельних привілеїв, свободи віросповідання й автономію самоврядування.
- 1584—1589 роки — календарні безладдя, які переростають у війну між міською ратушею й гільдіями.
- 1588 рік — Н. Моллін у Ризі відкриває першу друкарню.
- 1600—1629 роки — Польсько-шведська війна.
- 1621 рік — Рига здається шведському королю Густаву II Адольфу й переходить у підпорядкованість Швеції.
- 1631 рік — у Ризі відкривається перша гімназія, у якій можуть навчатися «не німці».
- 1634 рік — у Ризі починає діяти перша мануфактура — лісопильня Рутгера Нідергоффа.
- 1656—1661 роки — Московсько-шведська війна; в 1656 році московський цар Олексій Михайлович оточує місто, однак зайняти його не вдається.
- 1662 рік — у Ризі побудований перший централізований водопровід.
- 1683 рік — у Ризі видається перша латиська абетка.
- 1698 рік — у Ризі надрукована перша Біблія латиською мовою в перекладі Е. Глюка.

#### XVIII століття
- 1700—1721 роки — Північна війна. З початком війни Відземський генерал-губернатор наказує спалити передмістя.
- 1709 рік — Ригу оточує московське військо, облога триває дев'ять місяців. У місті починається голод.
- 1710 рік — починається епідемія чуми (Велика чума), у якій умирають приблизно 50 % жителів Риги. Рига капітулює та її займає російський цар Петро I.
- 1731 рік — утворена Ризька губернія.
- 1721 рік — після укладення Ништадтського мирного договору Рига входить до складу Російської імперії. На честь цієї події відкривається перший публічний парк — Кайзердарзс (Царський ліс).
- 1733 рік — у Ризі починається будівництво першої закритої каналізаційної мережі.
- 1733 рік — у Ризі створюється перший міський музей Риги.
- 1782 рік — у Ризі відкривається перший самостійний театр.

#### XIX століття
- 1803 рік — у Ризі починає працювати перша міська лікарня.
- 1810 рік — починає працювати засулаукська мануфактура.
- 1812 рік — з наближенням армії Наполеона до Риги, підпалюються ризькі передмістя. Підпал передмість викликає значний збиток і збурювання рижан. У результаті генерал-губернатор М. Г. Ессен був знятий з посади.
- 1816 рік — засновується Комітет ризької біржі.
- 1830 рік — у ризький порт із Любека прибуває перший пароплав «Oscar».
- 1841 рік — починає діяти порцелянова фабрика Кузнєцова.
- 1852 рік — у Ризі починає курсувати кінний омнібус.
- 1861 рік — завершується будівництво залізничної лінії Рига — Дінабург; у Ризі відкривається залізничний вокзал. Засновується Ризький політехнікум.
- 1862 рік — засноване Ризьке гімнастичне товариство — перша спортивна організація в Латвії.
- 1857—1863 роки — зносяться оборонні вали, і створюється кільце бульварів.
- 1868 рік — засноване Ризьке латиське товариство, починається рух національної самосвідомості латишів.
- 1869 рік — засноване суспільство взаємної допомоги робітників. Починає працювати Російсько-Балтійський вагонний завод.

- 1882 рік — у Ризі починає рух перший кінний трамвай. Під'єднано перші 54 телефонних абоненти.
- 1894 рік — починає працювати завод «Фенікс».
- 1896 рік — у Ризі демонструються перші кінофільми. Побудовано перший шестиповерховий будинок (нині — вулиця Лачплеша, 17).
- 1897 рік — у Ризі починає діяти перша водонапірна вежа.
- 1898 рік — у Ризі відкривається електротехнічний завод («ВЕФ»).

#### XX століття
- 1905 рік — у Ризі починаються робочі безладдя, що переростають у криваві сутички з поліцією й військами. Відкрито Ризьку електростанцію.
- 1907 рік — Російсько-Балтійський вагонний завод приступає до випуску перших автомобілів.
- 1910 рік — ризький завод «Моторс» починає будівництво літаків.
- 1912 рік — у Ризі починає працювати перша радіотелеграфна станція, відкривається Ризький зоологічний сад.
- 1915 рік — промислові підприємства евакуюються з Риги, тому що наближається фронтова лінія Першої світової війни. З підприємствами в Росію їде приблизно 200 000 робітників і членів їхніх сімей. Німецька армія оточує Ригу.
- 1917 рік — німецькі війська займають Ригу. У місто прибуває німецький імператор Вільгельм II.
- 1918 рік — в приміщенні Другого міського театру 18 листопада проголошена Латвійська республіка.
- 1919 рік — Рига переживає зміну трьох різних політичних режимів. У січні в Ригу вступає червона армія, у травні місто знову окупують німці, а в липні в Ригу входить Латиська армія. У жовтні почався наступ бермондтців на Ригу, 11 жовтня бермондтці розгромлені на підступах до Риги.
- Відкриваються Латвійський університет, Академія мистецтв, консерваторія, Латвійський національний театр і Національна опера.
- 1920 рік — 1 травня в Ризі відкривається перше засідання зборів Сатверсме.
- 11 серпня 1920 року підписаний мирний договір між Латвією й Радянською Росією.
- 1922 рік — у Ризі відкривається автобусний рух, заснований ботанічний сад.
- 1923 рік — у Ризі в майстерні поштового, телеграфного й телефонного керування починається виробництво перших телефонних апаратів.
- 1924 рік — у Ризі на Державній електротехнічній фабриці починається випуск перших радіоприймачів, починають звучати радіопередачі.
- 1925 рік — затверджений герб Риги. Передачі починає латвійське радіо.
- 1930 рік — у Ризі відкривається Центральний ринок.
- 1931 рік — у Ризі відкривається завод грамплатівок «Bellacord — Electro».
- 1935 рік — у Ризі відкритий пам'ятник Волі.
- 1936 рік — відкриття Братнього цвинтаря в Ризі.
- 17 червня 1940 року — Ригу окуповує Червона армія, підставою чому послужив пакт Молотова — Ріббентропа від 23 серпня 1939 року.
- 1941 рік — Рига окупована німецько-фашистськими війська; зруйновані Ратуша, будинок Чорноголових, спалена вежа церкви Св. Петра. Рига стає центром рейхскомісаріату «Ostland».
- 1944 рік — Ригу знову окуповує радянська армія.
- 1945 рік — у Ризі відкривається рух новим Понтонним мостом й відновлюється електропостачання від Кегумськой ГЕС.
- 1947 рік — у Ризі починає курсувати тролейбус.

- 1954 рік — починає трансляцію Ризька телевізійна студія.
- 1957 рік — виходить перший номер газети «Ригас Балсс» («Голос Риги»). Закінчено будівництво першого в Ризі висотного будинку — «Будинок Колгоспника» (тепер будинок Академії Наук). Відкрито Жовтневий (тепер Кам'яний) міст через Даугаву.
- 1963 рік — заснована Ризька кіностудія. Ригу відвідує перший космонавт СРСР Юрій Гагарін. Побудований перший у Радянському Союзі дизель-поїзд.

- 1969 рік — у Ризі лютує ураган, Даугава виходить із берегів і місцями затопляє місто.
- 1972 рік — відкрита перша автомагістраль Рига — Юрмала.
- 1974 рік — починає діяти аеропорт «Рига». Ризька ГЕС починає виробляти електроенергію, а Латвійське телебачення починає мовлення у кольоровому зображенні.
- 1976 рік — у Ризі відкривається рух через Московський (нині — Острівний) міст. Побудовано театр «Дайлес».
- 1978 рік — у Ризі закінчується будівництво Будинку друку й введений в експлуатацію готель «Латвія». Уперше проходять Дні театру.
- 1981 рік — у Ризі відкривається рух через Горьківський міст (нині — Вантовий міст).
- 1987 рік — Ригу відвідує Генеральний секретар КПРС СРСР Михайло Горбачов.
- 1988 рік — починається рух національного відродження з метою відновлення незалежності Латвії.
- 4 травня 1990 року — проголошена Декларація «Про відновлення незалежності Латвійської республіки».
- 1991 рік — у січні мешканці Латвії збираються в Ризі на барикадах, аби протистояти можливому вторгненню військових сил СРСР.
- 21 серпня 1991 року — Латвія проголошує себе незалежною Латвійською Республікою.
- 1994 рік — Ригу відвідує з візитом Президент США Білл Клінтон. З Латвії виводиться російська армія.
- 1998 рік — історичний центр Риги включений у перелік охоронюваних об'єктів ЮНЕСКО.

#### XXI століття
- 2003 рік — Рига приймає пісенний конкурс «Євробачення».

## Історія місцевого самоврядування

### Ризька ратуша

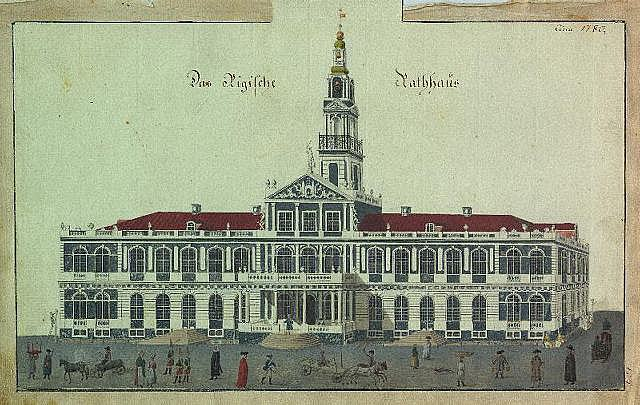
Ратуша (1600)

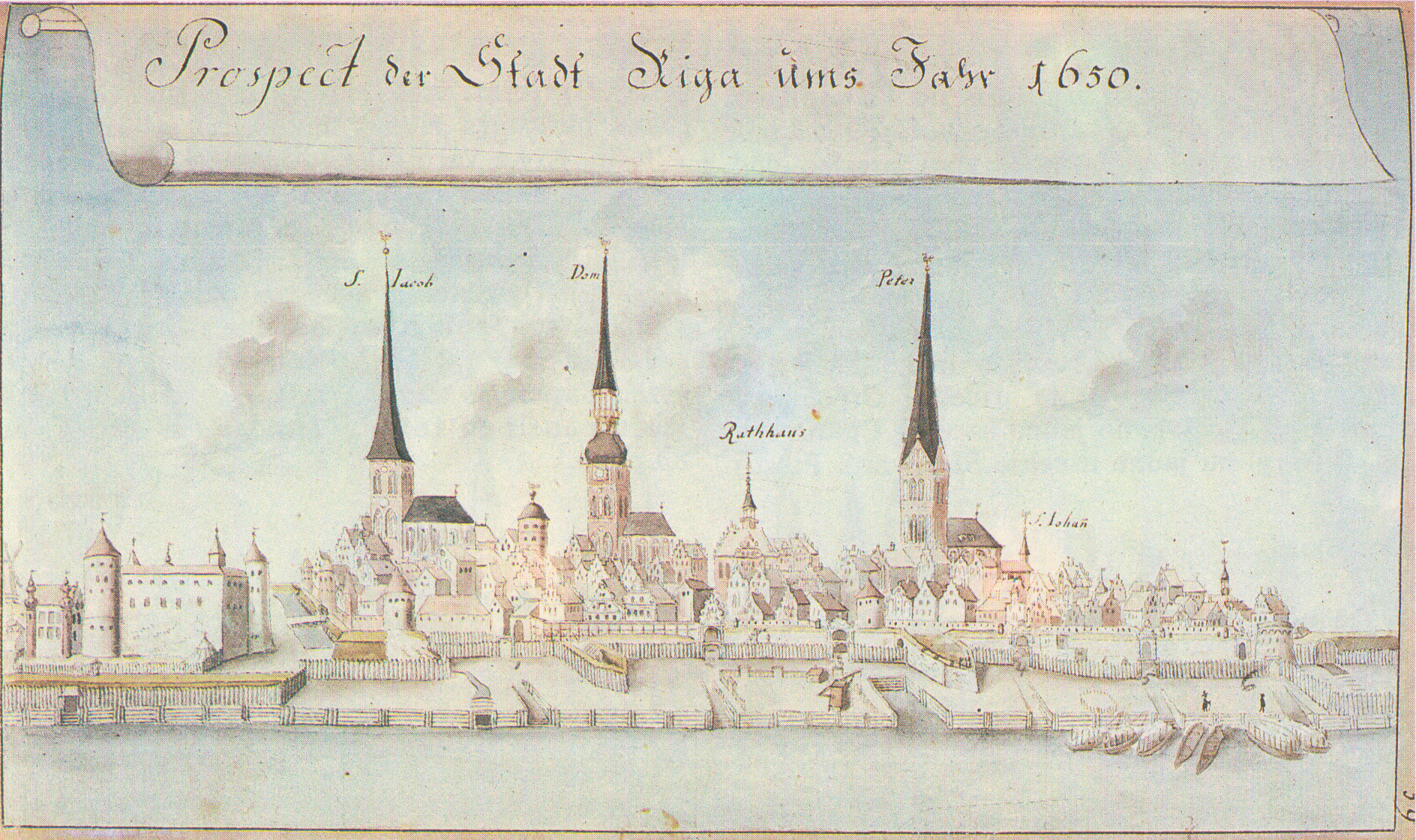
Рига у 1650 році (Малюнок Йоганна Крістофа Бротце)

У літописах 1210 року згадуються старійшини міста Риги, що представляють інтереси жителів міста. Невідомо, коли була створена перша ратуша, однак у 1225 році, коли Рига мала договори, у цьому брали участь члени ратуші. У XIII столітті ратуша керувала містом і була законодавчою інстанцією, а у XIV столітті — і судовим органом. Ратуша одночасно вирішувала питання оборони міста, оподатковувала, представляла інтереси рижан у зовнішньополітичних питаннях, містила договори й призначала посланників. Однак у рішенні найважливіших і надзвичайних питань більша роль усе ще належала зборам громадян Риги — комуни. У першій половині XIII століття ратмани обиралися строком на один рік, наприкінці століття вже сама ратуша стала призначати спадкоємців на свої посади. Посада ратмана фактично стала довічною.
Після підпорядкування Риги королю Польщі й Литви Стефану Баторію (1581) права ратуші були обмежені.
Наприкінці XVI століття загострилися розбіжності між ризькою ратушею й гільдіями у відношенні права керувати містом. Кульмінація настала під час так званих «Календарних хвилювань» (1584–1589), однак ратуші вдалося зберегти свої позиції. Розбіжності знову спалахнули в першій половині XVII століття, коли Рига перебувала в підпорядкуванні Швеції, і гільдіям удалося одержати підтримку Швеції.
Перейшовши під владу Російської імперії (1710), Рига стала губернським, а після реформи 1783 року — ризьким місницьким адміністративним центром, управління яким поручалося генерал-губернаторові. Однак ратуша, що представляє також інтереси німецького дворянства, намагалася зберегти свій вплив у Ризі, що їй зі змінним успіхом вдавалося до 1889 року. У 1870 році в Росії початок реформ міських управлінь, що у 1877 році досягла й Риги. Була створена міська дума, міська управа й проведені вибори міського глави.
Під час незалежної Латвійської Республіки (1918—1940) Рига офіційно була визнана столицею Латвії (1931), містом керувала міська дума, а після перевороту 1934 року — призначений Кабінетом Міністрів Латвії голова міста.
Під час радянської окупації у 1940 році ризьке міське управління було реорганізовано. Був створений тимчасовий Виконавчий комітет; у 1941 році місто було розділено на чотири райони з метою полегшення поліцейського нагляду й керування націоналізованим майном. Така структура збереглася й після Другої світової війни, згодом змінилося число районів та їхньої границі. Ригою керувала Рада депутатів трудящих (з 1971 року Рада народних депутатів), що обирає один раз у два роки (з 1979 року — раз у 2,5 роки). Рада своєю чергою обирав виконавчий комітет. Фактично це були чисто формальні процедури, і в керуванні містом виконувалися вказівки, видавані керівними органами СРСР.

### Ризька Дума 1990—2005
4 травня 1990 року Верховною Радою Латвійської РСР була прийнята декларація про відновлення незалежності Латвійської Республіки. Почалася реорганізація структур державної влади й управління незалежної Латвії, у тому числі й реформа ризького міського самоврядування.

Початком цього процесу послужили прийняті Верховною Радою 15 лютого 1990 року закони про волосні, районні та міські самоврядування. Згідно із цими законами Рада народних депутатів зі свого складу обирав голову ради, його заступника й секретаря. Головою Ризької міської Ради народних депутатів був обраний представник Латвійського Народного Фронту Андріс Тейкманіс. Саме, Ризька міська Рада народних депутатів під керівництвом А. Тейкманіса ухвалила рішення про використання історичного герба й прапора міста, таким чином, символічно відновивши наступність історичних традицій міста.
Одночасно відбувалися величезні зміни в житті міста й у роботі структурних підрозділів самоврядування, пов'язані зі зміною форм власності й змінами у формуванні бюджету міста.
Закон Латвії від 10 червня 1992 року «Про самоврядування столиці Латвії міста Риги» кардинально змінив систему міського самоврядування. Головним розпорядницьким органом Риги стала Ризька Дума в складі 60 депутатів. 30 депутатів думи були обрані зі складу Ризької міської ради, а кожна районна рада — обирала ще 5 думців. Президія й виконавчий комітет Ради народних депутатів були ліквідовані, натомість була сформована міська управа в складі 11 осіб. Головою Ризької міської думи був обраний Андріс Тейкманіс. Замість районних виконавчих комітетів були створені районні управи, очолювані районними виконавчими директорами.
26 серпня 1993 року Ризька Дума ухвалила рішення «Про реформу ризького самоврядування», у якому Сейму було запропоновано створити в Ризі однорівневе самоврядування з одним розпорядницьким органом — Ризькою Думою в складі 60 думців. 19 травня 1994 року Сейм прийняв закон, відповідно до якого 29 травня 1994 року на виборах у самоврядування була обрана Ризька Дума.
У Ризі було створено однорівневе самоврядування — Ризька Дума в складі 60 депутатів. Головою Думи був обраний Маріс Пургайліс. Було сформовано 11 постійних комітетів:
- Фінансовий комітет;
- Комітет міського розвитку;
- Комітет охорони середовища;
- Комітет соціальних питань;
- Комітет комунальних і житлових питань;
- Комітет освіти, справ молоді й спорту;
- Комітет з питань безпеки й порядку;
- Комітет зі справ майна й приватизації;
- Комітет зі справ транспорту й повідомлення;
- Комітет зі справ культури, мистецтва й релігії;
- Комітет зі справ іноземців й осіб без громадянства.

Функції виконавчої влади виконує виконавчий директор Ризької Думи, заступниками якого є директори департаментів (міського розвитку, майна й фінансів). У районах функції управління здійснюють призначені Ризькою Думою управи, якими керують директори. Структуру районних управ формують шість відділів, районні комісії й комісії управи, а також районні відділи управління і департаментів Ризької Думи.
9 березня 1997 року відбулися вибори самоврядування. Головою Ризької думи був обраний Андріс Берзіньш. 5 травня 2000 року А. Берзіньш був затверджений Президентом міністрів, і вже 9 травня головою Ризької Думи був обраний Андріс Аргаліс.
У порівнянні з Думою попереднього скликання, структура складу нової Думи змінилася. Дума зі свого складу обирає голову й двох його заступників. Змінилася кількість постійних комітетів Думи. Тепер їх 9 (немає більше Комітету безпеки й порядку й Комітету зі справ іноземців й осіб без громадянства). Голови комітетів утворять Ризьку міську управу. Ризька Дума наймає на посаду виконавчого директора, якому підпорядковуються виконавчі дирекції районів і Господарський відділ Ризької Думи.
11 березня 2001 року відбулися чергові вибори самоврядування. Головою Ризької Думи був обраний Гундарс Боярс, а його заступниками Сергій Долгополов й Айварс Гунтіс Крейтусс. У порівнянні з попереднім скликанням Думи, змінилося число постійних комісій. Тепер їх знову 10 (утворений новий Комітет з питань безпеки й порядку). Замість управи Ризької Думи створена президія Ризької Думи.
У березні 2005 року відбулися чергові вибори в самоврядування Латвії. Головою Ризької думи був обраний Айварс Аксенокс (Новий час), його заступниками — Андріс Аргаліс (Народна партія), Яніс Біркс (ТБ/ЛННК) і Юріс Луянс (ЛПП). 30 серпня 2005 року Ризька дума ухвалила рішення щодо дострокового припинення депутатських повноважень Юріса Луянса. 6 вересня 2005 року заступником голови Ризької думи був обраний Алмерс Лудвікс (ЛПП). У відмінності від попередніх скликань у цей час у голови Ризької думи три заступники.

## Адміністративний поділ
Рига поділена на шість адміністративних районів:
- Центральний район;
- Курземський район;
- Латгальське передмістя (Авоти, Плявнієкі);
- Відземське передмістя;
- Земгальське передмістя;
- Зіємельський (Північний) район.

## Населення
Населення Риги становить 709,1 тис. жителів, з них 333,3 тисячі чоловіків, 413,9 тисячі (55,4 %) жінок.
 Щільність населення 2434 осіб на 1 км²
Національний склад населення Риги за даними переписів:
|                       | 1867   | 1881   | 1897   | 1913   | 1917   | 1920   | 1925   | 1930   | 1935   | 1959   | 1970   | 1979   | 1989   | 2000   | 2013   |       |
| латиші                | 24,3 % | 33,6 % | 41,6 % | 40,7 % | 54,3 % | 52,1 % | 58,9 % | 60,3 % | 63,0 % | 44,5 % | 40,9 % | 38,3 % | 36,5 % | 41,0 % | 42,4 % |       |
| росіяни               | 22,2 % | 16,7 % | 16,9 % | 18,8 % | 8,6 %  | 6,9 %  | 8,2 %  | 7,9 %  | 7,4 %  | 39,4 % | 42,7 % | 46,1 % | 47,3 % | 43,9 % | 39,9 % |       |
| білоруси              | 22,2 % | 16,7 % | 16,9 % | 18,8 % | 8,6 %  | 6,9 %  | 0,5 %  | 1,3 %  | 1,2 %  | 3,2 %  | 4,1 %  | 4,6 %  | 4,8 %  | 4,7 %  | 4,0 %  | 4,1 % |
| українці              | 22,2 % | 16,7 % | 16,9 % | 18,8 % | 8,6 %  | 6,9 %  |        |        | 0,2 %  | 2,8 %  | 3,5 %  | 3,9 %  | 4,8 %  | 4,2 %  | 3,8 %  | 3,6 % |
| поляки                |        | 3,0 %  | 5,0 %  | 9,7 %  | 5,1 %  | 4,5 %  | 3,9 %  | 4,4 %  | 4,1 %  | 2,8 %  | 2,4 %  | 2,0 %  | 1,8 %  | 2,1 %  | 1,9 %  |       |
| євреї                 | 5,2 %  | 12,1 % | 6,5 %  | 6,9 %  | 10,3 % | 14,8 % | 11,7 % | 11,2 % | 11,3 % | 5,1 %  | 4,2 %  | 2,8 %  | 2,1 %  | 1,1 %  | 1,0 %  |       |
| німці                 | 45,4 % | 32,3 % | 25,5 % | 14,2 % | 14,3 % | 16,8 % | 13,0 % | 11,7 % | 10,0 % | 0,1 %  | 0,1 %  | 0,1 %  | 0,1 %  |        |        |       |
| литовці               |        |        | 2,3 %  | 7,1 %  | 5,4 %  | 3,0 %  | 2,3 %  | 1,8 %  | 1,5 %  | 1,0 %  | 0,9 %  | 0,8 %  | 0,8 %  | 0,9 %  |        |       |
| населення Риги (тис.) | 96     | 163    | 256    | 472    | 210    | 167    | 338    | 378    | 385    | 580    | 732    | 829    | 911    | 764    | 697    |       |

Рідна мова населення Риги за даними переписів 1989 та 2011 рр.
|            | 1989   | 2011   |
| латиська   | 35,9 % | 43,4 % |
| російська  | 57,8 % | 55,8 % |
| українська | 2,1 %  |        |
| білоруська | 1,5 %  |        |

## Релігія

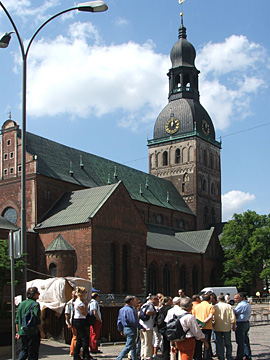
Башта Ризького собору

Більшість святкових заходів відзначаються за католицьким церковним календарем. У Ризі чимало атеїстів та християн. Уроки віровчення в школах та гімназіях проводять монашки на католицький лад.
- Ризький собор.

## Культура, освіта
- Інститут транспорту й зв'язку,
- Латвійський університет,
- Латвійська морська академія,
- Ризький технічний університет,
- Ризький університет імені Страдіня,
- Латвійська академія музики.

## Музеї
- Музей окупації Латвії,
- Латвійський національний художній музей,
- Латвійський етнографічний музей,
- Музей іноземного мистецтва,
- Ризький мотормузей,
- Будинок Райніса та Аспазії,
- Військовий музей,
- Єврейський музей,
- Музей латиської історії,
- Історичний музей.

## Персоналії

### Особи, які пов'язані з містом
- Куфальдт Георг Фрідріх (1853—1938) — паркобудівник, садівник
- Ейзенштейн Михайло Осипович (1867—1920) — архітектор і декоратор доби модерн
- Єлизавета Юріївна Скобцова (1891—1945) — черниця Західноєвропейського екзархату руської традиції Константинопольського патріархату
- Осіс Яніс (1895—1973) — латвійський актор
- Азарх-Опалова Євгенія Емануїлівна (1900—1985) — українська акторка театру і кіно
- Цинман Аркадій Михайлович (1909—1985) — російський актор.
- Скулме Валентин (1922—1989) — латвійський актор
- Ліне Велта (1923—2012) — латвійська акторка
- Алоїз Бренч (1929—1998) — радянський і латвійський кінорежисер
- Улдіс Лієлдідж (1933—2019) — радянський і латвійський актор
- Таль Михайло Нехемійович (1936—1992) — чемпіон світу з шахів
- Юріс Стренга (* 1937) — радянський і латвійський актор
- Варіс Брасла (* 1939) — латвійський режисер театру і кіно.
- Арніс Ліцитіс (1946-2022) — радянський і латвійський актор театру і кіно
- Маслова Ніна Костянтинівна (* 1946) — радянська і російська кіноактриса
- Богатирьов Юрій Георгійович (1947—1989) — радянський актор театру і кіно
- Куликов Георгій Степанович (* 1947) — латвійський плавець. Учасник Олімпійських Ігор 1968, 1972 років
- Івар Калниньш (* 1948) — латвійський актор
- Баскін Ілля Залманович (* 1950) — радянський та американський актор
- Мірдза Мартінсоне (* 1951) — радянська і латвійська акторка театру і кіно
- Паркіна Тетяна Олексіївна (1952—2020) — радянська і російська актриса, співачка
- Петеріс Ґаудіньш (* 1954) — радянський латвійський кіно- і театральний актор та режисер
- Єлістратов Андрій Юрійович (1991—2018) — старший солдат Збройних сил України, учасник російсько-української війни.

Учені:
- математик і механік, що був президентом академії наук СРСР М. В. Келдиш, фізико-хімік, лауреат нобелівської премії В. Оствальд, піонер ракетної техніки Ф. А. Цандер, український науковець, фахівець з різання металів С. Рудник;
- Філософ, теоретик лібералізму І. Берлін.

Діячі мистецтва:
- поетеса І.Одоєвцева, музикант Ґ. Кремер, скульптор В. І. Мухіна, кінорежисер С. М. Ейзенштейн, артист балету М.Лієпа, діяч естради гуморист А. І. Райкін, композитор Раймонд Паулс і співачка Л. Мондрус, російський актор Аркадій Цинман, художниця Джемма Скулме, письменниця Регіна Езера.

### Померли
- Петро Карлович Радзінь — полковник Армії УНР, командувач Національними збройними силами Латвії.

## Визначні пам'ятки

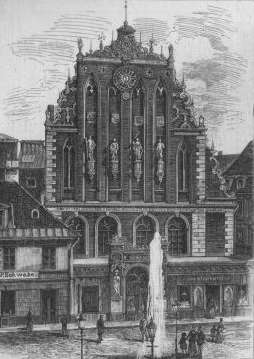
Вигляд будинку Чорноголових в 1891

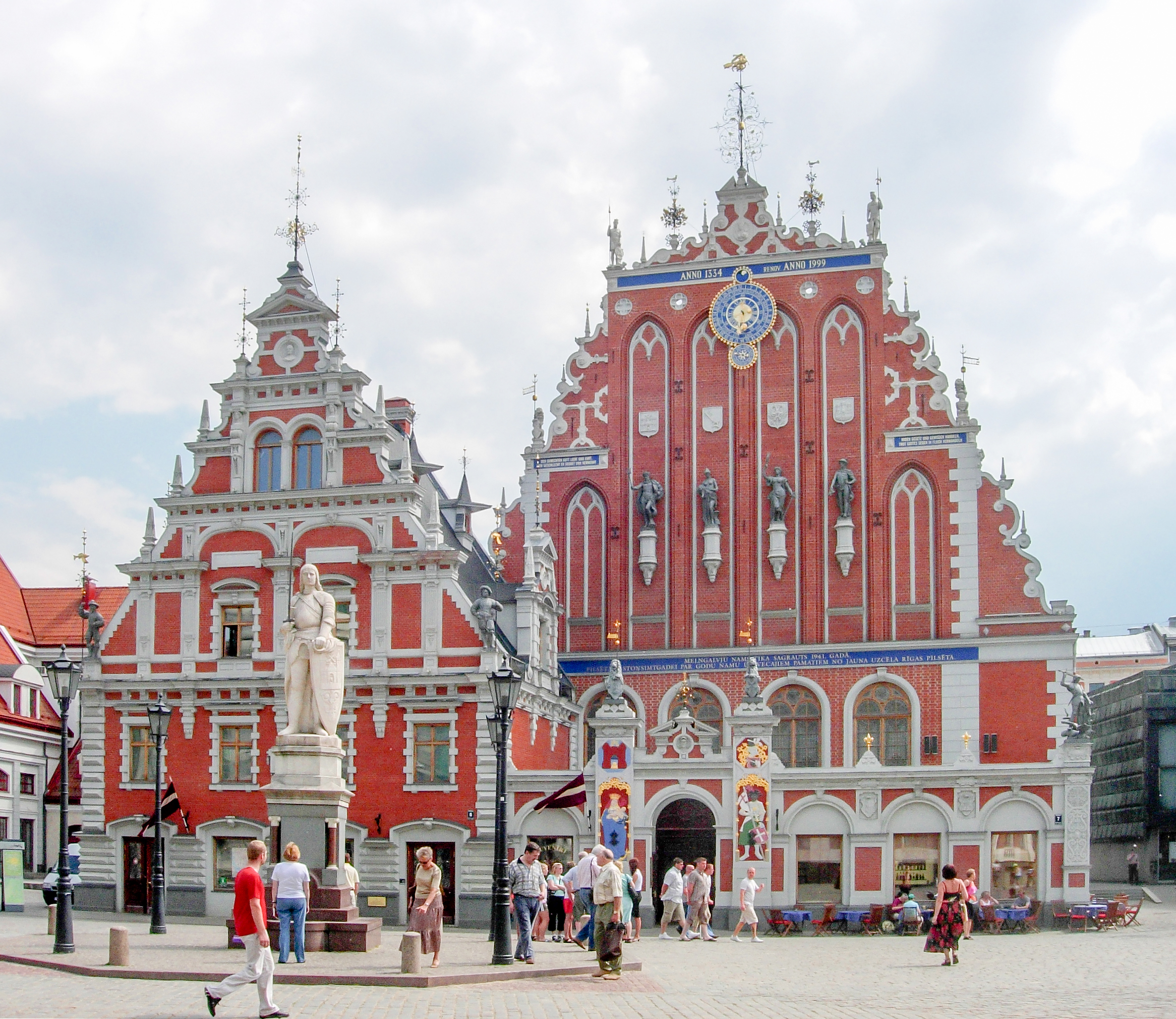
Будівля Братства чорноголових є однією з найбільш знакових будівель Старої Риги

- Кам'яниця Чорноголових  — Офіційний сайт латиською мовою .

- Монумент Свободи.
- Домський собор.
- Церква Святого Петра.

## Міста-побратими[6]
- Алмати, Казахстан (1998)
- Астана, Казахстан (1998)
- Бордо, Франція (1993)
- Бремен, Німеччина (1985)
- Варшава, Польща (2002)
- Вільнюс, Литва (2005)
- Даллас, США (1990)
- Єреван, Вірменія (2013)
- Кернс, Австралія (1990)
- Київ, Україна (1998)
- Кобе, Японія (1974)
- Норрчепінг, Швеція (1988)
- Ольборг, Данія (1989)
- Пекін, Китай (2004)
- Порі, Фінляндія (1964)
- Росток, Німеччина (1961)
- Сантьяго, Чилі (1997)
- Стокгольм, Швеція (1998)
- Сючжоу, Китай (2003)
- Тайбей, Тайвань (2001)
- Таллінн, Естонія (2005)
- Тарту, Естонія (2005)
- Тбілісі, Грузія (2007)
- Ташкент, Узбекистан (2004)
- Флоренція, Італія (2004)

## Цікаві факти
На честь міста названо астероїд 1796 Рига.
6 листопада 2015 року, в парку Кронвальда, неподалік від посольства України в Латвії, відкрили пам'ятник Тарасові Шевченку.

## Галерея Старого Міста

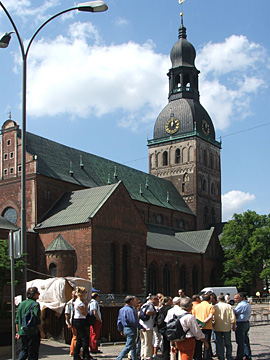
Домський собор
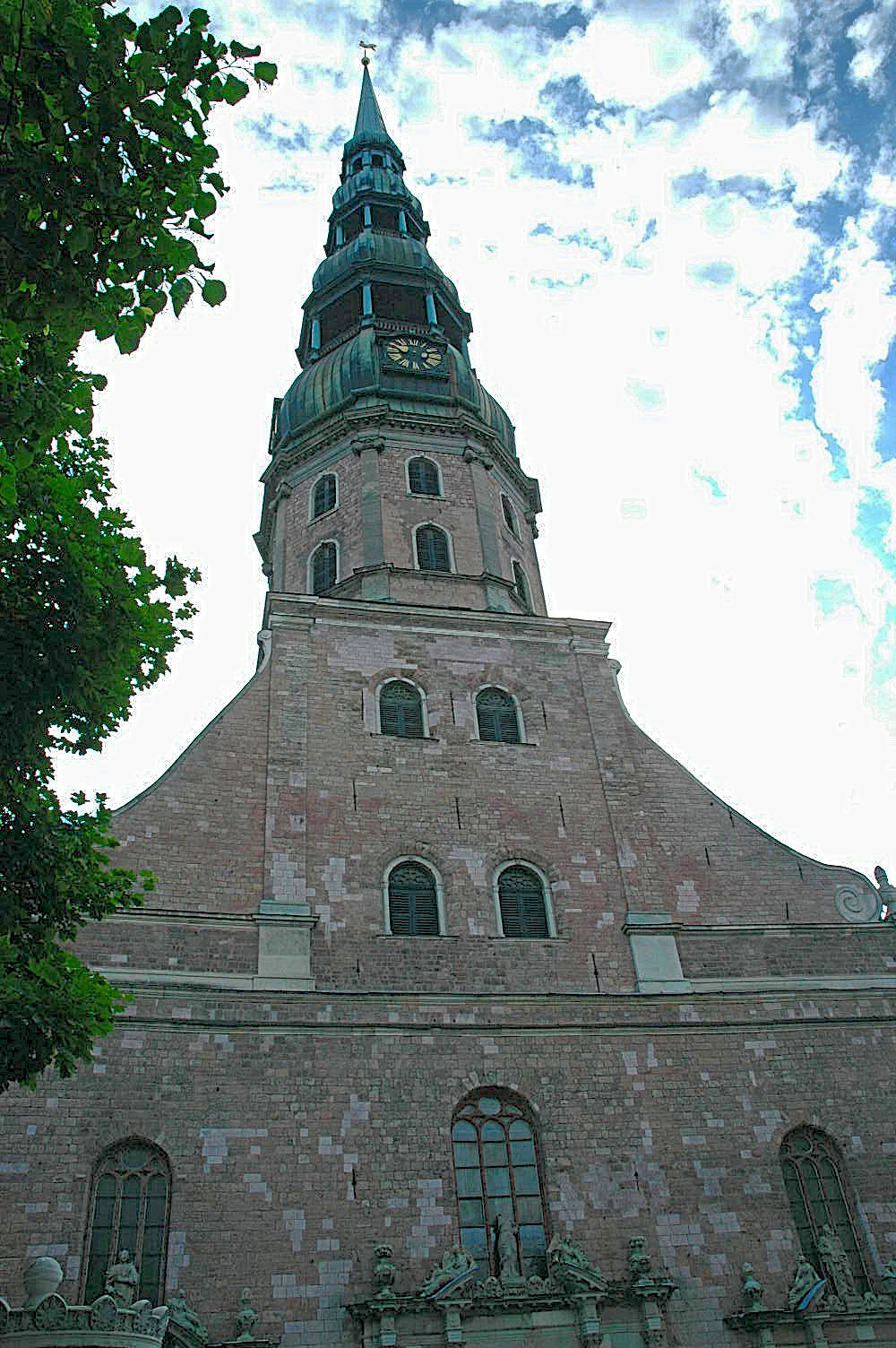
Церква Св. Петра
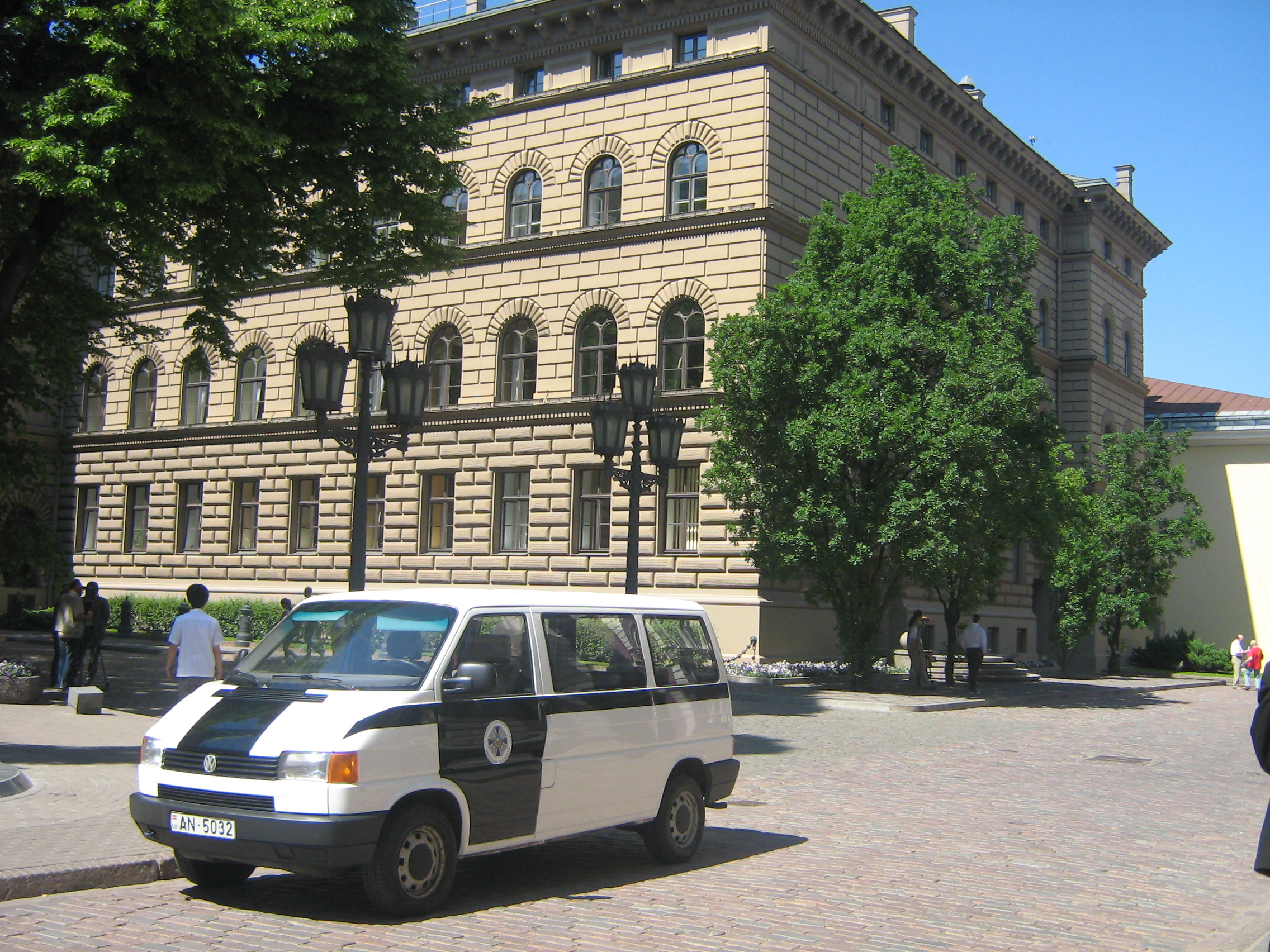
Сейм
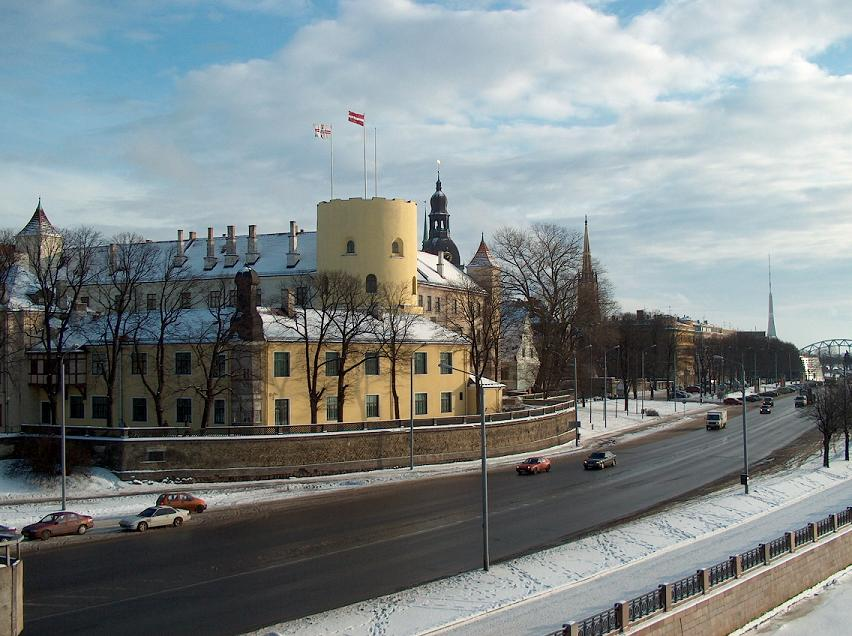
Ризький замок
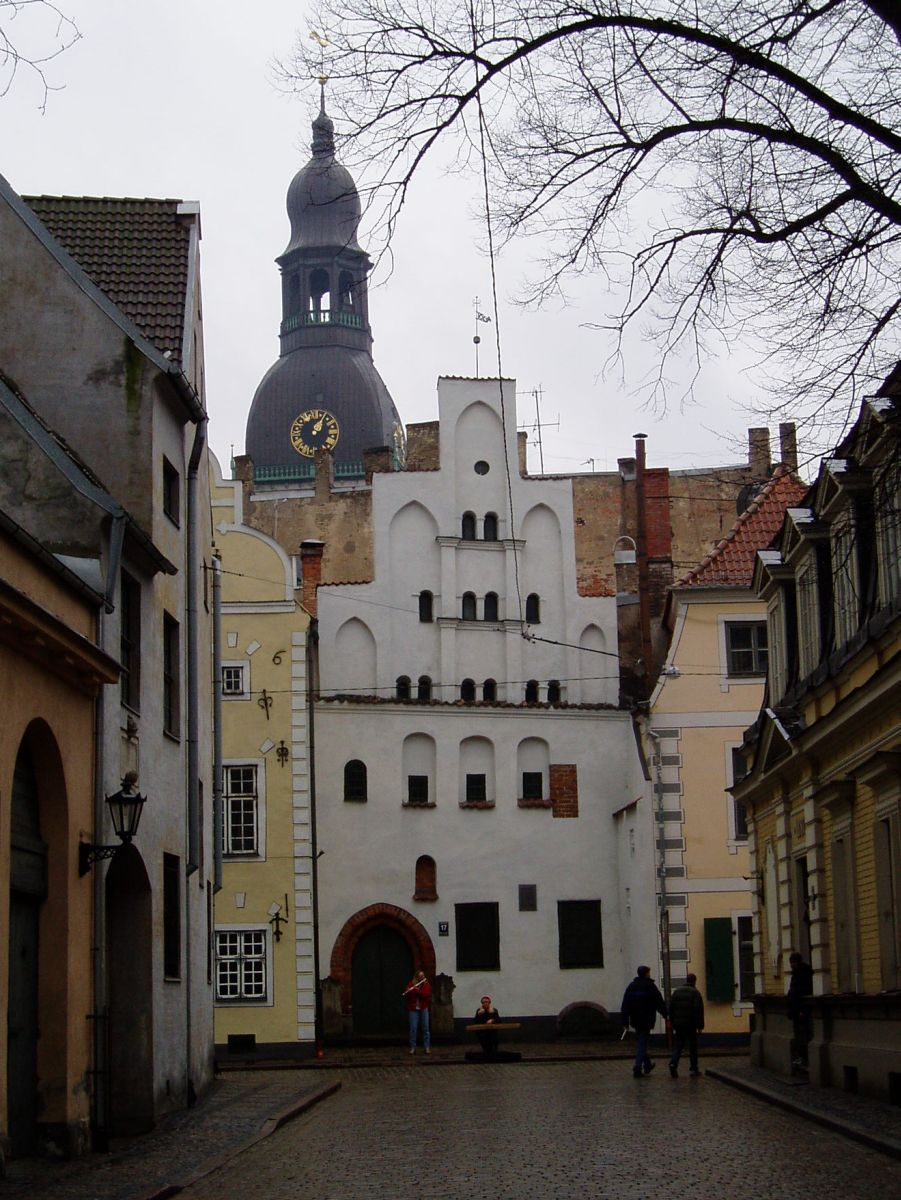
Три брати